# Université estonienne de sciences appliquées d'entrepreneuriat
L'Université estonienne de sciences appliquées d'entrepreneuriat (en estonien : Eesti Ettevõtluskõrgkool Mainor, sigle EUAS) est une université professionnelle privée basé à Ülemiste dans le parc d'activités d'Ülemiste City basée à Tallinn en Estonie. 
L'école a aussi une annexe à Pärnu.

## Présentation

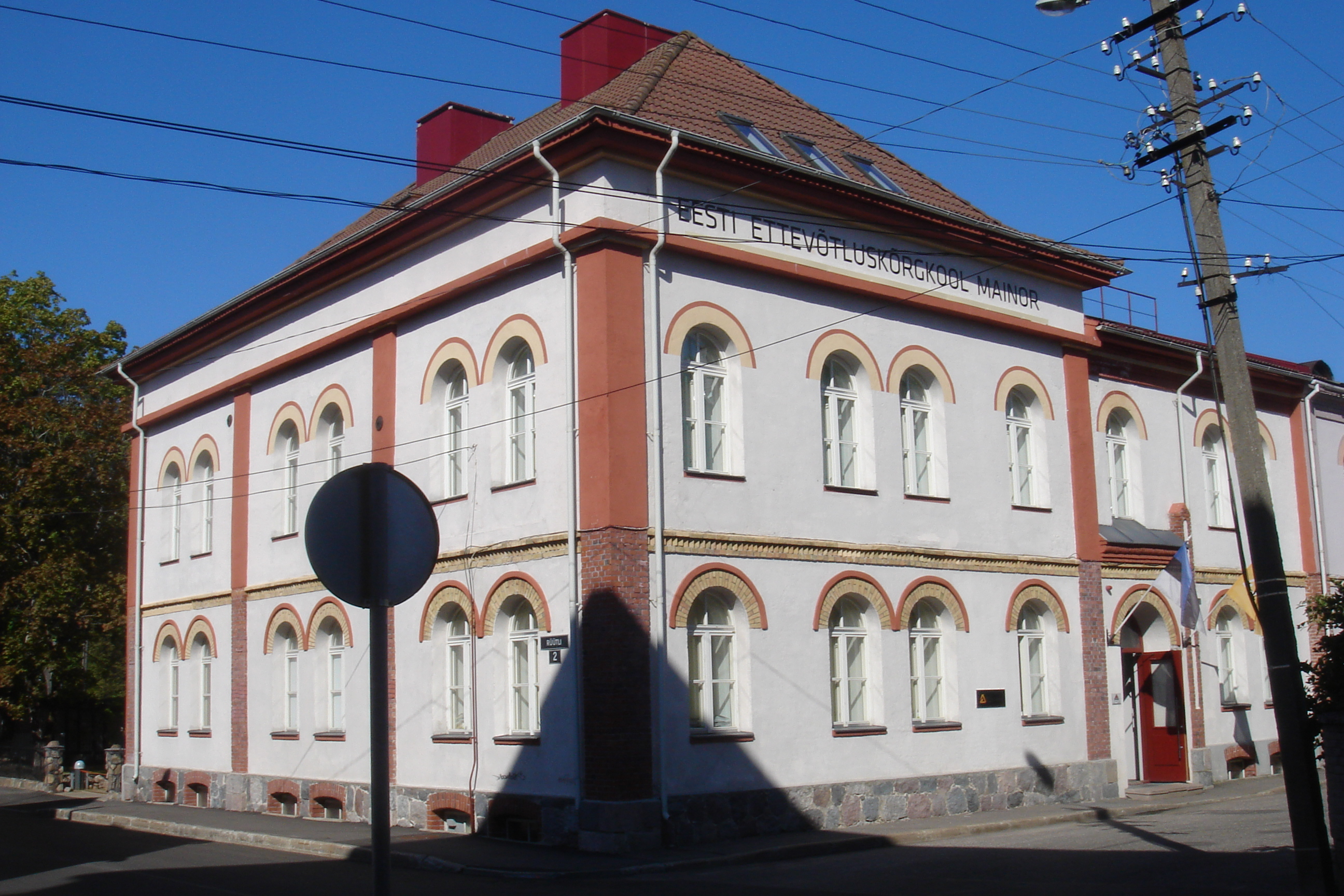
Site de Pärnu.

Fondée en 1992, elle est accréditée pour enseigner et donner des diplômes de Bachelor et Master en estonien, anglais et russe, couvrant des domaines tels que l'administration des affaires, la finance, la logistique, les logiciels et le développement de jeux vidéo,,.  
À la fin de 2018, elle compte plus de 1 600 étudiants, dont une centaine d'étudiants internationaux. 
Depuis 2017, l'EUAS participe à un programme national de formation à l'entreprenariat interuniversitaire financé par le ministère estonien de l'Éducation et de la Recherche,,. 
L'université se distingue également par l'ouverture du premier programme de premier cycle estonien en sciences de l'information enseigné en anglais, destiné principalement aux étudiants étrangers,. 
Bien qu'étant principalement un établissement d'enseignement, l'EUAS participe activement à la recherche sur l'enseignement de l'entrepreneuriat et l'enseignement supérieur appliqué,,.  